# Костриця чорнувата
Костриця чорнувата (Festuca nigrescens, syn. Festuca fallax Thuill.) — вид однодольних квіткових рослин з родини злакових (Poaceae).

## Опис
Листки вегетативних пагонів щетиноподібні, 0.7–1 мм у діаметрі, стеблові листки 1.2–1.4 мм у діаметрі, жолобчасті, у сухому стані вздовж складені.

## Поширення
Вид росте в Європі від Португалії до України; інтродукований до Австралії.